# Anton Marty
Anton Marty (Schwyz, 1847 — Praga, 1914) va ser un filòsof deixeble de Franz Brentano i Hermann Lotze i professor a Praga. Estava interessat en l'estudi del llenguatge des d'un punt de vista psicològic i va protagonitzar diverses polèmiques amb el també filòsof Alexius Meinong. Publicà Über den Ursprung der Sprache (‘Sobre l'origen del llenguatge’, 1875) i Untersuchungen zur Grundlegung der allgemeinen Grammatik und Sprachphilosophie (‘Investigacions sobre els fonaments de la gramàtica general i la filosofia del llenguatge’, 1908)